# Urophonius exochus
Espèce
Synonymes
- Iophorus exochus Penther, 1913

Urophonius exochus est une espèce de scorpions de la famille des Bothriuridae.

## Distribution
Cette espèce est endémique d'Argentine. Elle se rencontre dans les provinces de Mendoza, Neuquén et Río Negro.

## Description
Le mâle mesure 37,20 mm et la femelle 34,37 mm.

## Systématique et taxinomie
Cette espèce a été décrite sous le protonyme Iophorus exochus par Penther en 1913. Elle est placée dans le genre Urophonius par San Martín en 1965.

## Publication originale
- Penther, 1913 : Beitrag zur Kenntnis amerikanischer Skorpione. Annalen des K.K. Naturhistorischen Hofmuseums, vol. 27, p. 239-252 (texte intégral).